# Mikel Etxarri
Mikel Etxarri Sasiain (ur. 18 września 1946 w Lasarte-Oria) – trener piłkarski z licencją UEFA PRO, dyrektor sportowy, piłkarz.
Etxarri przez 20 lat związany był z Realem Sociedad, gdzie pracował jako trener, dyrektor sportowy i dyrektor ds. szkolenia. Pełnił też funkcję pierwszego trenera w S.D. Eibar i dyrektora ds. szkolenia w Deportivo Alaves. Obecnie jest  wykładowcą przedmiotu taktyka w hiszpańskiej szkole trenerów oraz selekcjonerem reprezentacji Kraju Basków.
Szkolił takich zawodników jak:  Xabi Alonso, Iker Muniain czy Javi Martinez. Jest mentorem wielu trenerów m.in. Unaia Emerego czy Gaizki Garitano.
Etxarri jest autorem licznych publikacji i książek, m.in.: 100 frases al pie i Desarrollo de conceptos tacticos en diferentes sistemas de juego.

## Kariera Trenerska
Mikel Etxarri pracował w wielu klubach na przeróżnych stanowiskach. Przez dużą część swojej kariery związany był z Realem Sociedad, gdzie pracował jako:
- Drugi Trener II Zespołu (lata 1986 - 1989)
- Pierwszy Trener II Zespołu (1992 - 1995)
- Sekretarz (1995 - 1997)
- Dyrektor Sportowy (1997 - 2001)
- Dyrektor ds. Szkolenia (2001 - 2002)
- Sekretarz Techniczny (2002 - 2007)

Podczas swojej ponad 50-letniej kariery był m.in. również Pierwszym Trenerem Klubu S.D. Eibar (1990 - 1992), Dyrektorem ds. Szkolenia w Deportivo Alaves (2005- 2007) oraz skautem na teren Hiszpanii Klubu West Bromwich Albion (2008 - 2013). Nieprzerwanie od 2003 roku pełni również rolę I Trenera Reprezentacji Kraju Basków.
Obecnie Etxarri jest wykładowcą podczas konferencji i szkoleń na całym świecie m.in. w Kolumbii, Meksyku czy Japonii.